# カニンデジュ県
カニンデジュ県（カニンデジュけん、スペイン語: Departamento de Canindeyú）は、パラグアイの県。県都はサルト・デル・グアイラである。

## 隣接する県
- マットグロッソ・ド・スル州
- パラナ州
- アルト・パラナ県
- カアグアス県
- サン・ペドロ県
- アマンバイ県

## 地区
この県は下記の14地区からなる。
- コルプス・クリスティ（スペイン語版）
- クルグアティ（スペイン語版、英語版）
- ヘネラル・フランシスコ・カバリェロ・アルバレス（スペイン語版、英語版）
- イタナラ
- カトゥエテ（スペイン語版、英語版）
- ラ・パロマ（スペイン語版、英語版）
- ヌエバ・エスペランサ（スペイン語版）
- サルト・デル・グアイラ（スペイン語版、英語版）
- ビジャ・イガティミ（スペイン語版、英語版）
- ヤシ・カーニ（スペイン語版）
- イペフ（スペイン語版、英語版）
- イビラロバナ（スペイン語版） - 2011年12月に新設[2]
- イビ・ピタ（スペイン語版） - 2013年4月に新設[3]
- マラカナ（スペイン語版） - 2016年9月に新設[4]

県の東部は、丘陵や大豆畑の広がる田園地帯である。人口の相当数をブラジル人移民が占める。